# ’Nduja

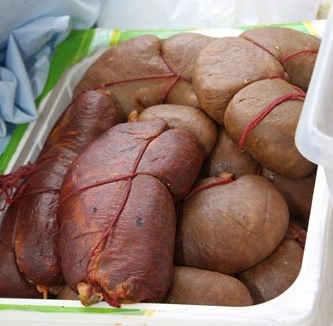
Ganze ’Nduja in Schweinedärmen

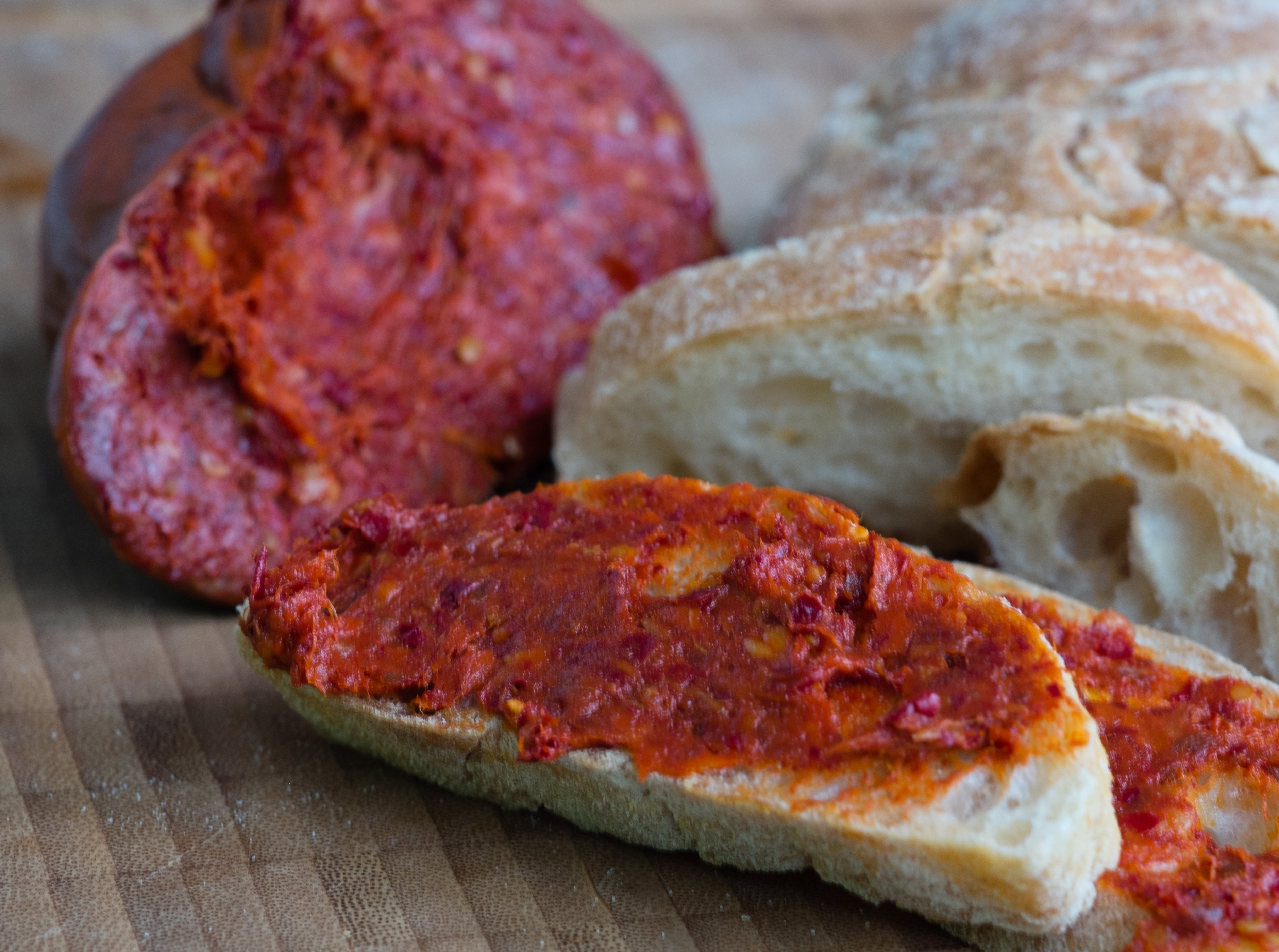
’Nduja mit Brot, angeschnittene Wurst im Hintergrund

’Nduja ist eine  italienische würzig-pikante weiche Rohwurst aus Kalabrien. Das Wort „’Nduja“ stammt von der französischen Wurstsorte Andouille ab.
’Nduja kann kalt als Brotaufstrich oder zum Verfeinern von Saucen verwendet werden. Um den vollen Geschmack zu entfalten, wird sie erhitzt und mit geröstetem Weißbrot serviert. Bei Tisch kann sie mit einem scalda ’nduja (ähnlich einer Duftlampe) warmgehalten werden.

## Herstellung
Ursprünglich wurde die Wurst in der südkalabresischen Ortschaft Spilinga und Umgebung hergestellt. Heute ist sie in ganz Kalabrien verbreitet. 
Die ’Nduja-Mischung besteht aus Schweinefett, Schweinefleisch, Salz und Chili und wird in einen Schweinedarm gefüllt. Nach dem Räuchervorgang reift die Wurst für mehrere Monate. ’Nduja ist sehr scharf gewürzt.